# Shadowcat
Shadowcat heter egentligen Katherine "Kitty" Pryde och är medlem i superhjältegruppen X-men som skapades av serieförlaget Marvel. Hon var ihop med Colossus.
Hon ser ut som en normal äldre tonåring med långt lockigt brunt hår. Hennes kraft tillåter henne att passera oskadd genom solida material samt att promenera på luft. Hennes judiska ursprung och tro har spelat roll i vissa äventyr. Om hon passerar igenom elektronik går denna sönder. Hon har också kallat sig Ariel och Sprite. Nu är hon rektor med Wolverine på Xaviers skola för begåvade. 
På film har Shadowcat gestaltats av Sumela Kay (X-Men), Katie Stuart (X-Men 2) och Elliot Page (X-Men: The Last Stand och X-Men: Days of Future Past).